# Кінний лейбгвардії полк
Кінний лейбгвардії полк — лейбгвардійське кавалерійське формування (військова частина, полк) російської імператорської гвардії ЗС Російської імперії.
Старшинство полку — 7.03.1721
Полкове свято — 25 березня, Благовіщення Пресвятої Богородиці.
Дислокація: Петербург

## Історія
Сформований 7 березня 1721 року з драгунського лейбшквадрону (ескадрону) князя Меншикова, домової (особистої) драгунської роти генерал-фельдмаршала графа Шереметєва і Драгунської роти Санкт-Петербурзької губернії під назвою Кроншлотського драгунського.
21 грудня 1725 року переформований на лейбрегімент на шведський зразок та укомплектований виключно дворянами. На відміну від інших драгун, полк отримав червоний приборний колір та камзоли з золотими шнурами; спорядження та озброєння було однаковим із гвардією; замість одного пістолета — два, і не було сокир. Лейбрегіменту були подаровані литаври шведської кінної гвардії, взяті у них у битві під Полтавою 8 липня 1709 року.

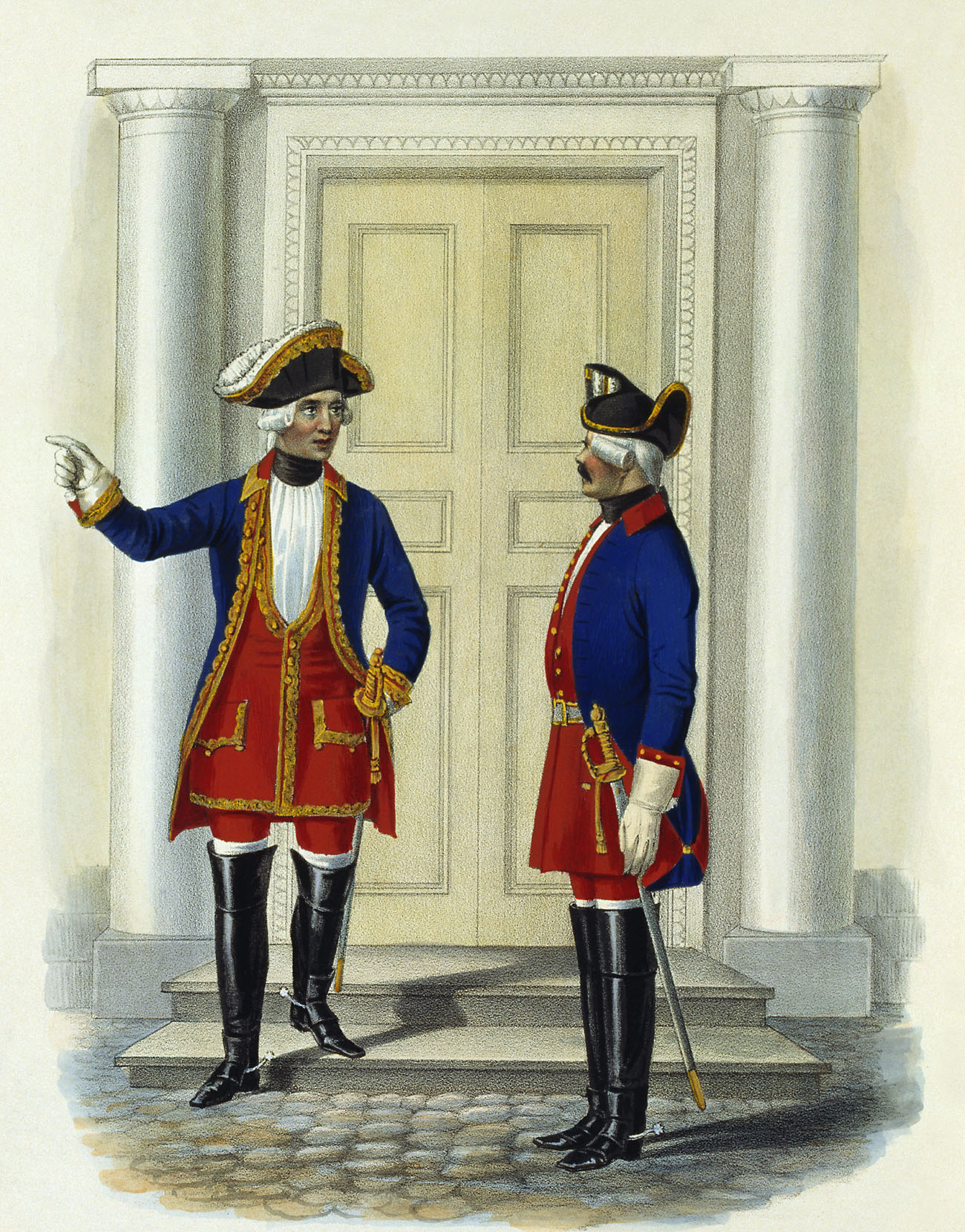
Обер-офіцер і рейтар Лейбгвардії кінного полку. 1731—1742

31 грудня 1730 року полк названо Кінною гвардією й надано усі права гвардії — тим самим було покладено початок регулярній гвардійській кінноті. Штат полку: 5 ескадронів по 2 роти в кожному (разом 1423 чоловік, із них 1111 стройових чинів). Імператриця Анна узяла на себе звання полковника або шефа полку; потім це звання мали Петро III і Катерина II.
Повсякденна форма кінногвардійців була аналогічною до драгунської, відрізнялась тільки червоним кольором камзолу і штанів. Парадна форма складалась із колета, підколета і штанів зі шкіри оленя, залізної напівкіраси з мідними елементами, палаша на поясній портупеї, карабіна без багнета з перев'язом та двох пістолетів. Спорядження та кінський убір були аналогічними до драгунських. З часів імператриці Анни полк комплектувався переважно остзейськими (прибалтійськими) німцями.
1737 року полк вперше взяв участь у бойових діях — три з десяти рот полку бились під час взяття Очакова й у битві при Ставучанах у ході Російсько-турецької війни.
Павло I включив до складу полку частину кінних гатчинських військ, і 1800 року призначив його шефом цісаревича Костянтина Павловича.
1801 року імператор Олександр I назвав полк лейбгвардії Кінним. Шефами полку після смерті цісаревича Костянтина вважались чинні царі.
1805 року полк узяв участь у Австрійському поході, та 20 листопада бився під Аустерліцем. Усі п'ять ескадронів полку під командуванням генерал-майора Янковича разом із лейбгусарами атакували батальйон французької піхоти. Рядові 3-го взводу 2-го ескадрону Гаврилов, Омельченко, Ушаков і Лазунов захопили почесний трофей — французького батальйонного «орла» 4-го лінійного полку. За цю відзнаку на штандарт полку помістили напис «За взяття ворожого прапора під Аустерліцем 20 листопада 1805 р.».
1807 року кінногвардійці брали участь у битвах під Гейльсбергом та Фрідландом. 2 липня під Фрідландом полк під вогнем 30 французьких гармат атакував та зім'яв французьку кавалерію, увірвавшись потім до порядків піхоти. 4-й ескадрон полку під командуванням ротмістра князя Вадбольського ціною важких втрат врятував полк від контратаки французької кавалерії. В кавалерійській атаці загинуло 16 офіцерів та 116 нижніх чинів полку.
Полк відзначився у Бородинській битві, разом із Кавалергардським полком атакувавши кірасирську дивізію Лоржа з корпусу Латур-Мобура біля батареї Раєвського. За цей бій 32 офіцери-кінногвардійці були нагороджені орденами.
У квітні 1813 року полк був нагороджений Георгіївськими штандартами з написом «За відзнаку під час ураження й вигнання ворога з меж Росії 1812 р.».

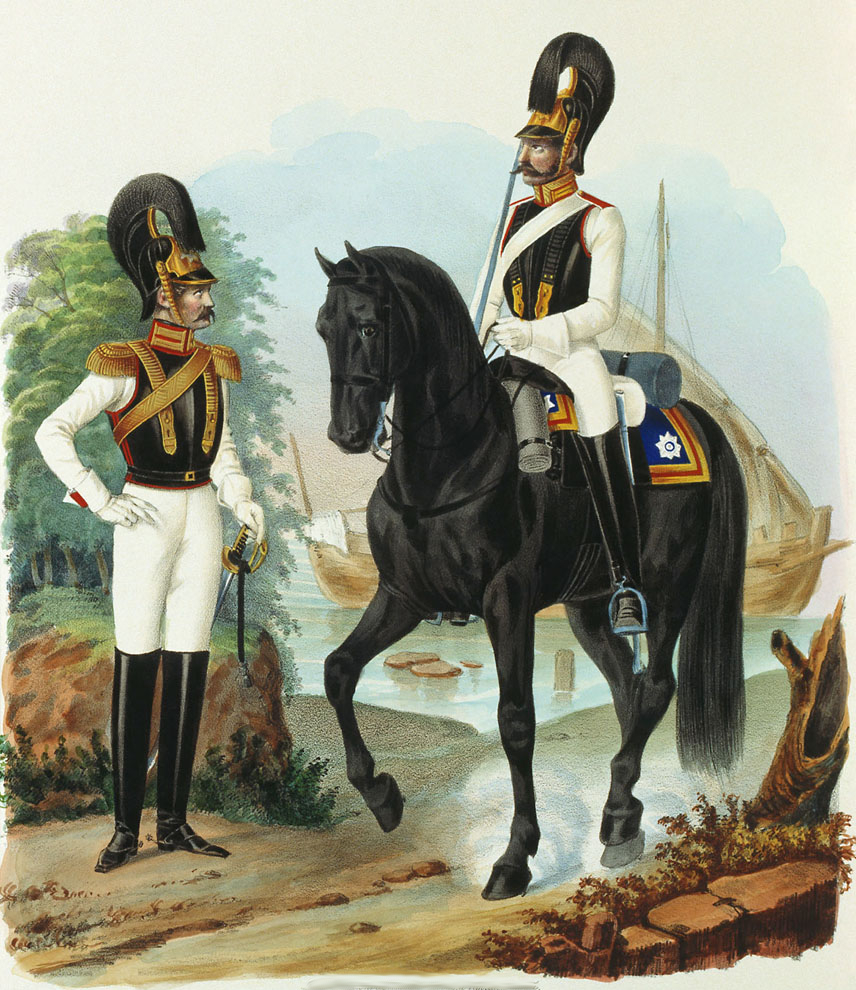
Штаб-офіцер та унтер-офіцер Лейбгвардії кінного полку. 1814—1828.

1813 року полк брав участь у Закордонному поході російської армії та бився 16—18 серпня 1813 року під Кульмом, 4—6 жовтня під Лейпцигом і 13 березня 1814 року під Фер-Шампенуазом. За останню битву полк отримав 22 Георгіївські труби з написом «За хоробрість проти неприятеля при Фер-Шампенуазі 13 березні 1814 р.». 19 березня 1814 року полк разом з усією російською армією увійшов до Парижа. За цю кампанію полку були подаровані Георгіївські штандарти.
14 грудня 1825 року полк брав участь у розгоні повстанців на Сенатській площі. У сутичці загинув рядовий 3-го ескадрону Павло Панюта.

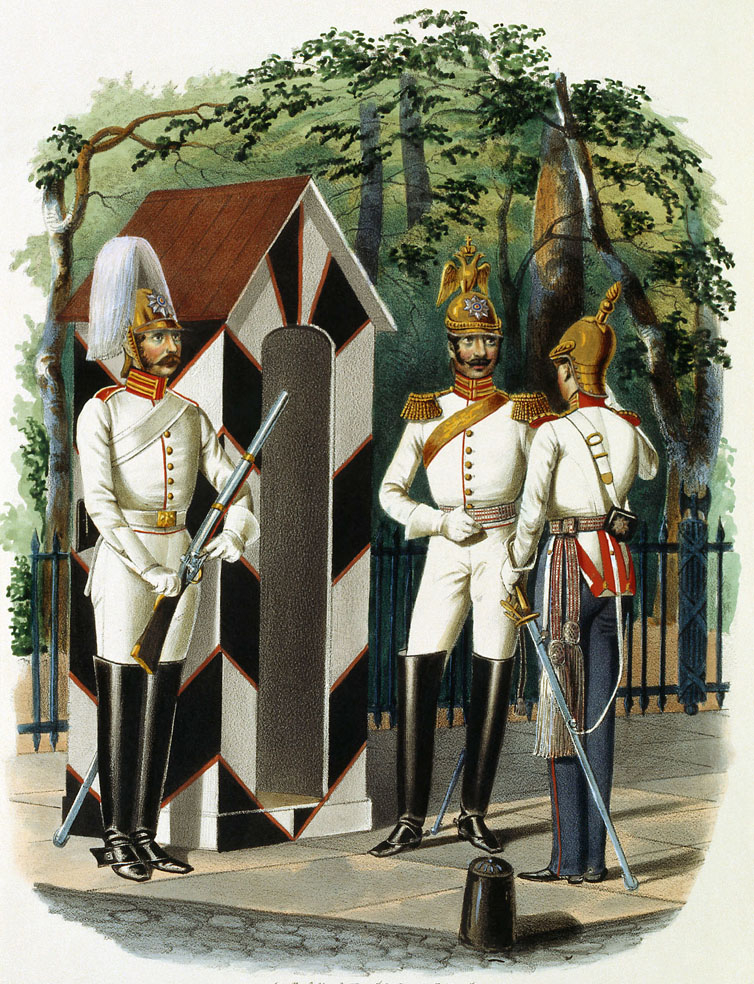
Форма Лейбгвардії Кінного полку 1848

1831 року два дивізіони полку брали участь у придушенні Польського повстання і штурмі Варшави (25—26 серпня). З 1835 до 1846 року багато офіцерів полку добровольцями брали участь у Кавказькій війні. 1849 року полк брав участь у придушенні заколоту в Угорщині. Під час Кримської війни полк ніс службу з охорони узбережжя Фінської затоки від Петергофа до Петербурга на випадок висадки англо-французького десанту. У 1877—1978 роках багато офіцерів полку добровольцями вирушили на Російсько-турецьку війну. Під час Російсько-японської війни полк не брав участі у боях, але кілька офіцерів і 28 нижніх чинів полку виступили на фронт добровольцями.
1914 року полк виступив на німецький фронт у складі 1-ї армії генерала Ренненкампфа. 6 серпня брав участь у битві під Каушеном, де гвардійці у пішому строю, не лягаючи, атакували німецьку батарею, прикриту кулеметами. Полк зазнав тяжких втрат. Підсумок атаки вирішила кінна атака Лейбескадрону під командуванням ротмістра Врангеля, під час якої загинули майже всі офіцери ескадрону.
28 липня 1917 року полк було перейменовано на Кінну Гвардію. У грудні почалось розформування полку. 19 грудня під Жмеринкою було розформовано перший дивізіон (1, 2 та 5-й ескадрони), а другий дивізіон (3, 4 і 6-й ескадрони) саморозпустились. Офіцери й частина нижніх чинів роз'їхались по домівках, а близько 150 нижніх чинів повернулись до казарм у Петроград, де у лютому-березні 1918 року полк було остаточно розформовано.
З тих, хто повернувся у Петроград у січні 1918 року Петроградська Рада сформувала 1-й Кінний полк РСЧА (командир полку Кусін, помічник командира Фомичєв, командир 1-го ескадрону Єрошов, ад'ютант полку Карачинцев), роззброєний навесні 1919 року за бажання офіцерів перейти до білих.
З січня 1919 року кінногвардійці разом з іншими гвардійськими кірасирами увійшли до складу команди кінних розвідників зведеного гвардійського піхотного полку Добровольчої армії. У березні 1919 року було сформовано зведений полк гвардійської кірасирської дивізії, в якому кінногвардійці склали 2-й ескадрон. У червні 1919 року на базі зведеного полку було сформовано 1-й Гвардійський зведений кірасирський полк, в якому кінногвардійці були представлені 2-ма ескадронами. З 15 грудня 1919 року ескадрон Кінного полку увійшов до зведеного гвардійського кавалерійського полку 1-ї кавалерійської дивізії, а після прибуття до Криму з 1 травня 1920 року став 2-м ескадроном Гвардійського кавалерійського полку російської армії генерала Врангеля. Під час боїв літа-осені 1920 року ескадрон втратив значну частину свого складу, а ті, хто залишився в живих, були зведені у взвод, який генерал Врангель перетворив на свій конвой.

## Командири полку

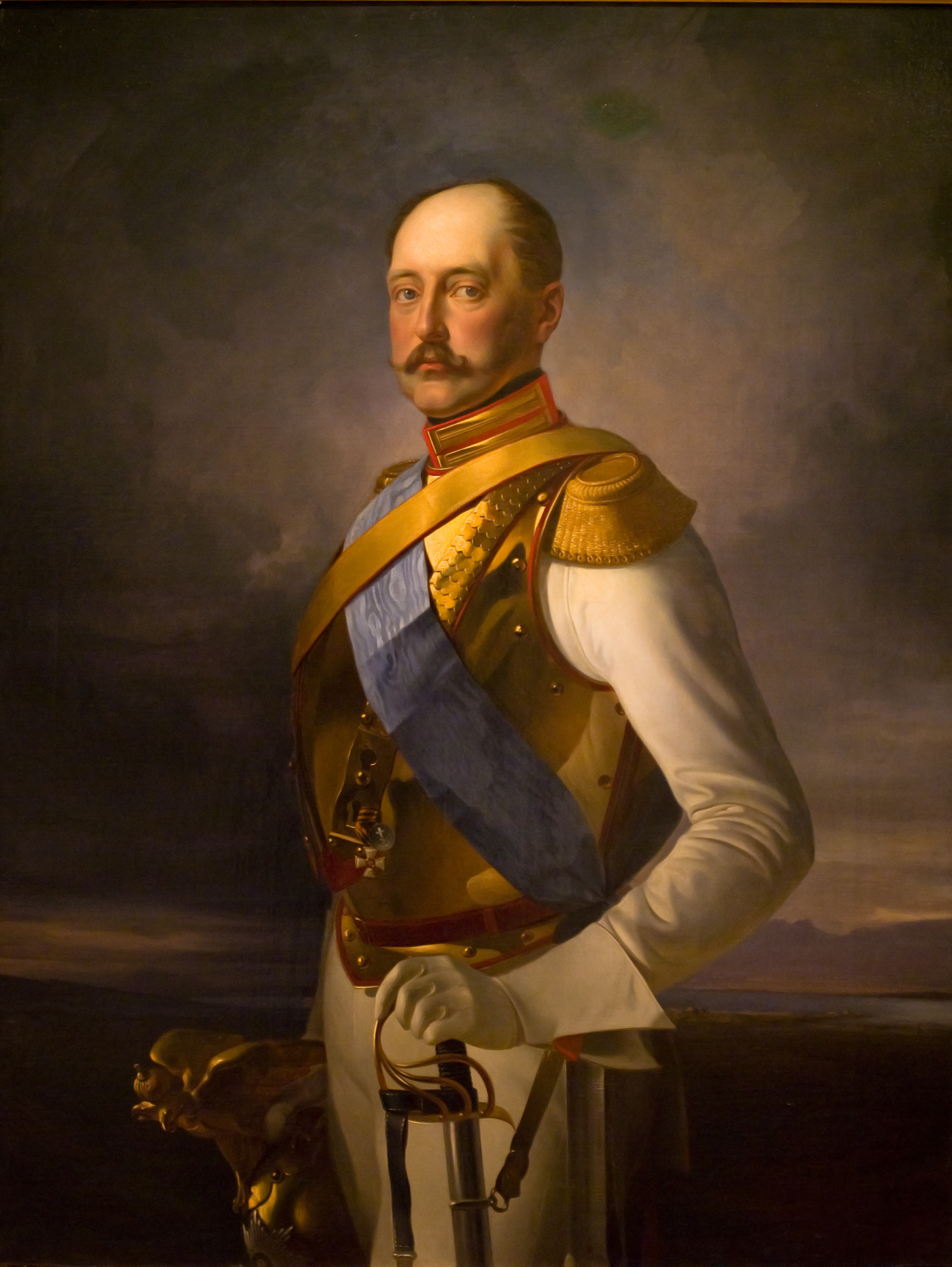
Імператор Микола I в мундирі Лейбгвардії Кінного полку. Портрет роботи Володимира Сверчкова (1856), Музей Гвардії, Санкт-Петербург

- 31.12.1730 — 15.12.1731 — підполковник і генерал-аншеф граф Ягужинський Павло Іванович
- 15.12.1731 — 05.1736 — підполковник і генерал-ад'ютант, генерал-поручик князь Шаховськой Олексій Іванович
- 1731 — 2.05.1738 — підполковник и генерал-майор фон Траутфеттер Бурхард Ернест
- 28.01.1738 — 9.11.1740 — підполковник спадковий принц Курляндський граф фон Бірон Петро Ернст
- 10.11.1740 — 24.01.1763 — підполковник і генерал-майор (з 1746 — генерал-поручик, з 1755 — генерал-аншеф) Лівен Юрій Григорович
- 5.09.1748 — 6.03.1762 — підполковник і генерал-аншеф (з 5.09.1756 — генерал-фельдмаршал) граф Разумовський Олексій Григорович
- 1744—1761 — прем'єр-майор і генерал-майор (з 1753 — генерал-поручик) князь Черкасський Петро Борисович
- 1761-24.07.1762 — прем'єр-майор (з 9.07.1762 — підполковник) і генерал-майор Бергер Яків
- 28.06.1762-11.04.1780 — підполковник і генерал-аншеф (з 28.06.1768 — генерал-ад'ютант) князь Волконський Михайло Микитович
- 24.07.1762-1.01.1764 — секунд-майор і генерал-поручик князь Черкасський Петро Петрович
- 1.01.1764-10.09.1767 — ротмістр (з 1765 — прем'єр-майор, з 22.09.1766 — полковник по армії) князь Голіцин Петро Якович
- 25.03.1764-1783 — підполковник і генерал-ад'ютант граф Орлов Григорій Григорович
- 22.09.1767-5.03.1781 — прем'єр-майор і генерал-майор (з 21.04.1773 — генерал-поручик) Давидов Іван Іванович
- 5.03.1781-2.06.1788 — прем'єр-майор і генерал-майор (з 22.09.1786 — генерал-поручик) Міхельсон Іван Іванович
- 21.11.1784-25.11.1796 — підполковник і генерал-фельдмаршал граф Румянцев-Задунайський Петро Олександрович
- 2.06.1788-17.05.1789 — прем'єр-майор Бобарикин Петро Іванович
- 17.05.-18.06.1789 — секунд-майор і бригадир Римський-Корсаков Олександр Михайлович
- 18.06.1789-5.03.1792 — прем'єр-майор Бобарикін Петро Іванович
- 8.09.1790-1795 — підполковник і генерал-ад'ютант генерал-аншеф граф Салтиков Іван Петрович
- 24.11.1792-28.01.1793 — прем'єр-майор і генерал-майор Шереметєв Василь Сергійович
- 28.01.1793-10.09.1797 — секунд-майор і генерал-майор (з 2.05.1797 — генерал-лейтенант) Васильчиков Григорій Олексійович
- 24 листопада 1797 — 2 березня 1798: генерал-лейтенант Петер-Людвіг фон дер Пален
- 10.09.-24.11.1797 — полковник (з 17.09.1797 — генерал-майор) Муравйов Петро Семенович
- 2-18.03.1798 — генерал-майор Муравйов Петро Семенович
- 18.03.1798-5.01.1800 — генерал-лейтенант князь Голіцин Борис Андрійович
- 26.01.-14.08.1800 — генерал-майор Каракулін Михайло Сергійович
- 14.08.-4.10.1800 — полковник Янкович-де-Мірієво Іван Федорович
- 5.10.-8.12.1800 — генерал-ад'ютант генерал-майор Кожин Сергій Олексійович
- 8.12.1800-26.01.1803 — генерал-лейтенант (з 15.09.1801 — генерал від кавалерії) Тормасов Олександр Петрович
- 4.02.1803-13.02.1811 — (з 17.05.1803 — генерал-майор) Янкович-де-Мірієво Іван Федорович
- 6.05.1811-16.01.1819 — полковник (з 26.12.1812 — генерал-майор) Арсеньєв Михайло Андрійович
- 16.01.1819-21.04.1828 — генерал-майор (з 4.06.1820 г. — генерал-ад'ютант, з 25.12.1825 — граф) Орлов Олексій Федорович
- 21.04.1828-27.05.1833 гг. — генерал-майор барон Оффенберг Федір Петрович
- 27.05.1833-6.12.1837 — генерал-майор свити барон Мейєндорф Єгор Федорович
- 6.12.1837-9.05.1844 — генерал-майор (з 1.07.1839 — генерал-майор свити) Ессен Антон Антонович
- 9.05.1844-6.12.1853 — генерал-майор (з 7.11.1846 — генерал-майор свити, з 3.04.1849 — генерал-ад'ютант) Ланськой Петро Петрович
- 6.12.1853-27.12.1855 — генерал-майор свити (з 17.04.1855 — генерал-ад'ютант) граф Ламберт Карл Карлович
- 27.12.1855-30.08.1864 — флігель-ад'ютант полковник (з 26.08.1856 — генерал-майор свити, з 25.03.1863 — генерал-ад'ютант) світліший князь Голіцин Володимир Дмитрович
- 30.08.1864-23.05.1869 — генерал-майор свити граф фон Граббе Микола Павлович
- 23.05.1869-16.01.1871 — генерал-майор свити Манвелов Олександр Миколайович
- 16.01.1871-27.07.1875 — генерал-майор свити граф Протасов-Бахметєв Микола Олексійович
- 27.07.1875-14.07.1883 — генерал-майор свити барон Фредерікс Володимир Борисович
- 14.07.1883-24.07.1884 — флігель-ад'ютант, полковник князь Барятинський Олександр Володимирович
- 18.08.1884-20.11.1890 — генерал-майор Блок Костянтин Олександрович
- 20.11.1890-11.08.1896 — флігель-ад'ютант, полковник (з 30.08.1893 — генерал-майор) великий князь Павло Олександрович
- 11.08.1896-25.05.1901 — генерал-майор князь Одоєвський-Маслов Микола Миколайович
- 25.05.1901-24.06.1904 — генерал-майор Гернгросс Євген Олександрович
- 10.07.1904-4.07.1906 — генерал-майор свити князь Багратіон-Мухранський Олександр Іраклійович
- 4.07.1906-15.04.1911 — генерал-майор свити Нахічеванський Гусейн Хан
- 15.04.1911-3.10.1914 — флігель-ад'ютант полковник (з 6.12.1912 — генерал-майор свити) Скоропадський Павло Петрович
- 3.10.1914-23.04.1917 — генерал-майор свити Гартман Борис Єгорович
- 14.05.-9.08.1917 — полковник Старосельський Всеволод Дмитрович
- 9.08.-12.1917 — генерал-майор Аленіч Михайло Євграфович

## Шефи полку
- 31.12.1730-17.10.1740 — імператриця Анна Іоаннівна
- 10.11.1740-25.11.1741 — імператор Іван VI
- 25.11.1741-25.12.1761 — імператриця Єлизавета Петрівна
- 25.12.1761-9.02.1762 — імператор Петро III
- 9.02.-28.06.1762 — герцог Георг Людвіг Шлезвіг-Гольштейн
- 28.06.1762-6.11.1796 — імператриця Катерина II
- 7-10.11.1796 — імператор Павло I
- 7.11.1796-28.05.1800 — великий князь Микола Павлович
- 28.05.-9.09.1800 — великий князь цісаревич Костянтин Павлович
- 9-10.09.1800 — генерал від кавалерії Олександр Фрідріх Карл принц Вюртемберзький
- 10.09.1800-15.06.1831 — великий князь цісаревич Костянтин Павлович
- 25.06.1831-18.02.1855 — імператор Микола I
- 19.02.1855-1.03.1881 — імператор Олександр II
- 28.10.1866-2.03.1881 — великий князь спадкоємець цісаревич Олександр Олександрович (2-й шеф)
- 2.03.1881-21.10.1894 — імператор Олександр III
- 2.11.1894-4.03.1917 — імператор Микола II
- 25.03.1886-3.03.1888 — шеф 4-го ескадрону генерал-ад'ютант князь Голіцин Володимир Дмитрович
- 25.12.1905-? — шеф 4-го ескадрону генерал-ад'ютант барон Фредерікс Володимир Борисович

## Бойові відзнаки
1. Георгіївський штандарт з Андріївською ювілейною стрічкою й написами: «За взяття при Аустерліці ворожого прапора й за відзнаку під час ураження та вигнання ворога з меж Росії 1812 року» та «1730-1830».
2. 22 георгіївські труби, з написом «Фер-Шампенуаз».
3. Срібні литаври з написом: «Sub. Felicissimo, cersemine Potentissime Regissvecia Carolus XII cum. Polonis Saxon. Tart. Woloscis et noc formen icta globum, hostitis Clitzoviam in Pol. 1702» («За славну перемогу Великого Короля Шведського Карла XII над Поляками, Саксонцями, Татарами, Валахами та іншими чужоземними народами під Клішовим у Польщі. 1702»). Належали шведській Кінній Гвардії, відбиті під Переволочною й подаровані Лейбшквадрону князя Меншикова; після сформування лейбгвардії Кінного полку здані в арсенал, потім зберігались у Придворній церкві в Стрельні та 4.07.1827 року знову видані в полк.

## Казарми
Манеж і казарми Кінногвардійського полку — нині Центральна виставкова зала «Манеж» у Санкт-Петербурзі, Ісакіївська пл., 1, Кінногвардійський бульв., 2, 4, Поштамтський пров., 1, Якубовича вул., 1, 3, Кінногвардійський пров., 2. Кінногвардійський манеж було збудовано у 1804—1807 роках під керівництвом архітектора Джакомо Кваренгі у суворому класичному стилі. У першій половині XX століття під керівництвом архітектора Лансере Манеж було перероблено під гараж. Було надбудовано другий поверх із пандусами. З 1967 року приміщення Кінногвардійського манежу використовується як виставкова зала.

## Відомі люди, які служили в полку
- Александров Павло Костянтинович — генерал-ад'ютант, син великого князя Костянтина Павловича
- Белосельський-Белозерський Костянтин Есперович — генерал-лейтенант, крупний землевласник і заводчик
- Бюлер Карл Федорович — генерал-лейтенант
- Вадбольський Іван Михайлович — генерал-лейтенант, герой Вітчизняної війни 1812 року
- Воєйков Платон Олександрович — герой Севастопольської оборони
- Врангель Петро Миколайович — генерал-лейтенант, головнокомандувач російської армії
- Глазов Павло Михайлович — генерал-майор, герой Очаківського штурму, Московський і Санкт-Петербурзький обер-поліцмейстер.
- Орлов Микола Олексійович — дипломат, посол у Брюсселі, Парижі й Берліні
- Потьомкін Григорій Олександрович — генерал-фельдмаршал, фаворит Катерини II
- Ржевський Олександр Ілліч (1726—1809) — дійсний камергер, предводитель дворянства Орловської губернії
- Ріхтер Оттон Борисович — генерал від інфантерії, управляючий справами Імператорської головної квартири, учасник Кавказьких походів та Кримської війни.